# Agiá
Agiá (en grec moderne : Αγιά) est une ville et un dème situé dans la périphérie de Thessalie en Grèce. À la suite du programme Kallikratis de 2010, le dème actuel est issu de la fusion en 2011 entre les anciens dèmes d'Agiá, d'Evrymenés, de Lakéria et de Melívia (Mélibée), devenus des districts municipaux.
Selon le recensement de 2011, la population du dème compte 3 169 habitants.